# Юность (фотоаппарат)
Ю́ность — малоформатный дальномерный фотоаппарат, выпускавшийся с 1957 по 1961 год на Государственном оптико-механическом заводе в Ленинграде.
Прототипы фотоаппарата были выпущены под названиями «Спорт» и «Маяк». Всего выпущено 51 026 штук.

## Технические характеристики
Главной новинкой фотоаппарата стала шкала световых чисел, впервые представленная фирмой Декеля на выставке Photokina 1954 года в затворах Synchro-Compur. Кольцо установки выдержки снабжено дополнительной шкалой со значениями экспозиционных чисел от 7 до 17. На кольце диафрагмы установлена защелка, которая может фиксироваться на любом из этих значений, сцепляя относительное положение обоих колец. Шкалы выдержек и диафрагм равномерны и ориентированы друг другу навстречу. В результате, при совместном повороте колец, изменение обоих параметров съёмки происходит синхронно, обеспечивая автоматическое соблюдение закона взаимозаместимости. Для изменения диафрагмы независимо от выдержки требуется поднять фиксатор.
- Корпус — литой из алюминиевого сплава, со съёмной задней стенкой.
- Значения диафрагмы от 3,5 до 22.
- Видоискатель телескопический, параллаксный, выполнен отдельно от дальномера.
- Дальномер с базой 47 мм, увеличение дальномера 1,0×.
- Курковый взвод затвора и перемотки плёнки. Счётчик кадров с ручной установкой.
- Фотоаппарат «Юность» выпускался в двух модификациях — с несъёмной приёмной катушкой для фотоплёнки и со съёмной катушкой. Вместо приёмной катушки могла применяться стандартная кассета, обратная перемотка фотоплёнки не требовалась.
- Имеется автоспуск.
- Резьба штативного гнезда — 3/8" дюйма.

## Галерея

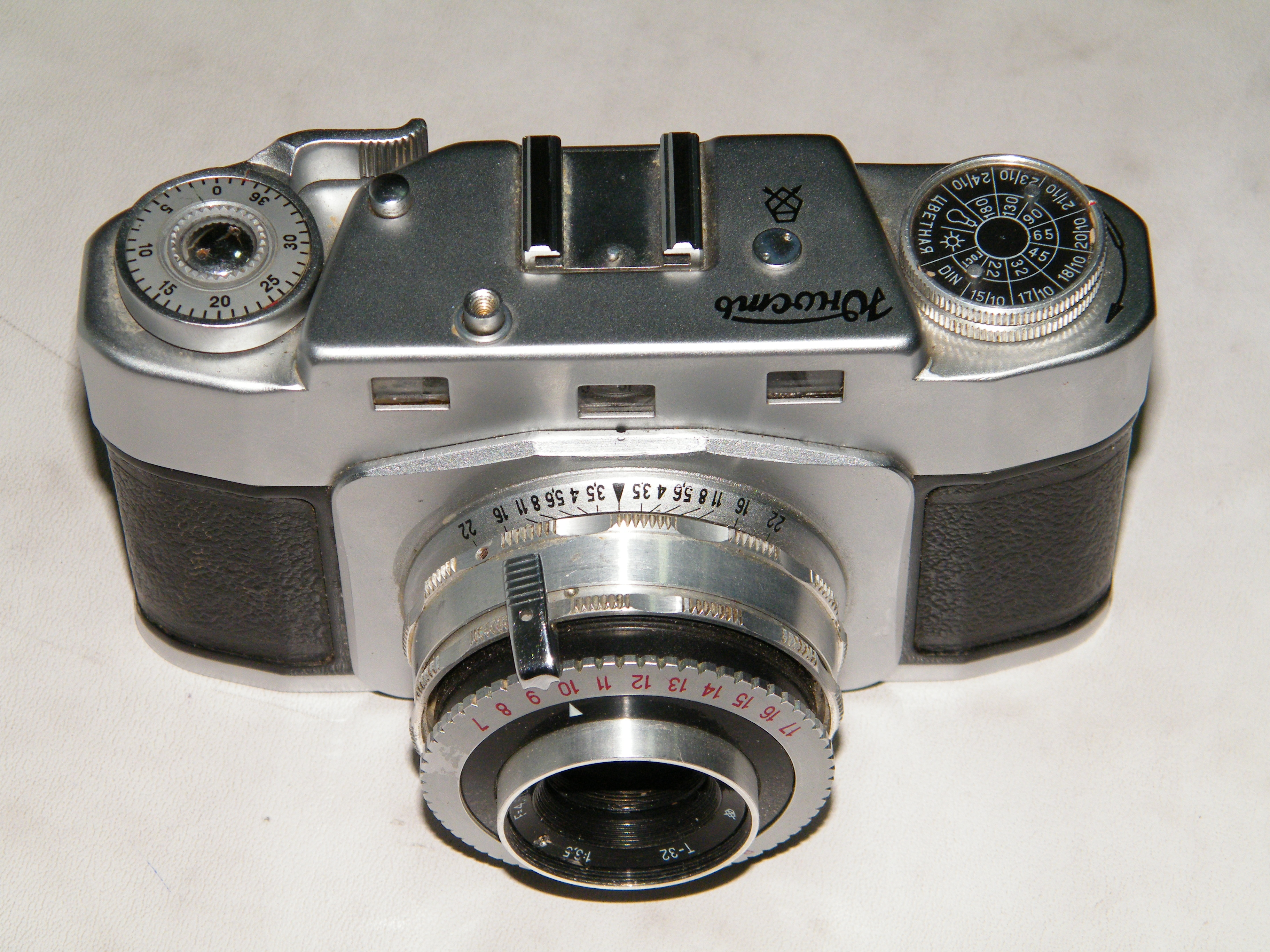
Фотоаппарат «Юность»
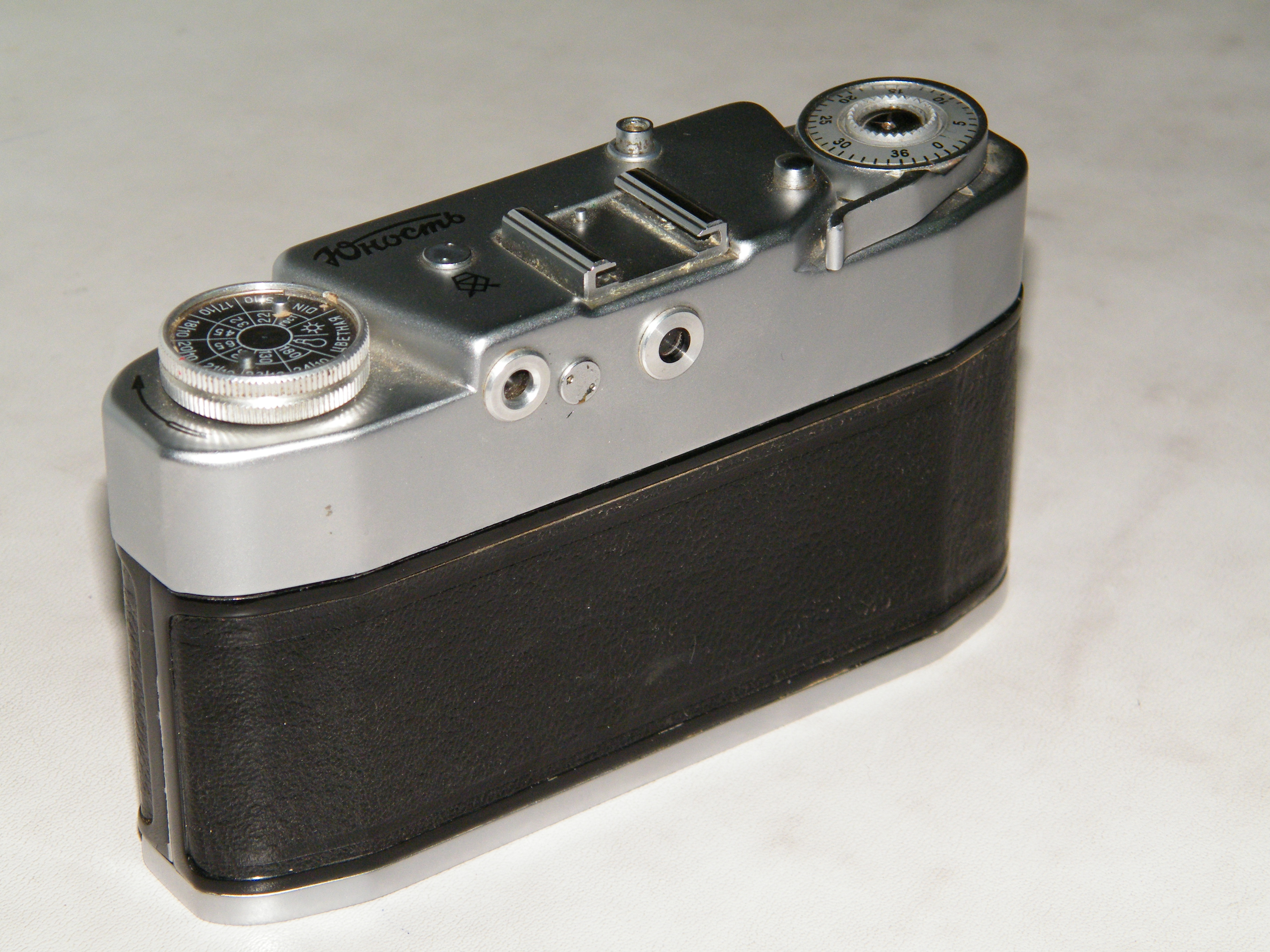
Вид сэади
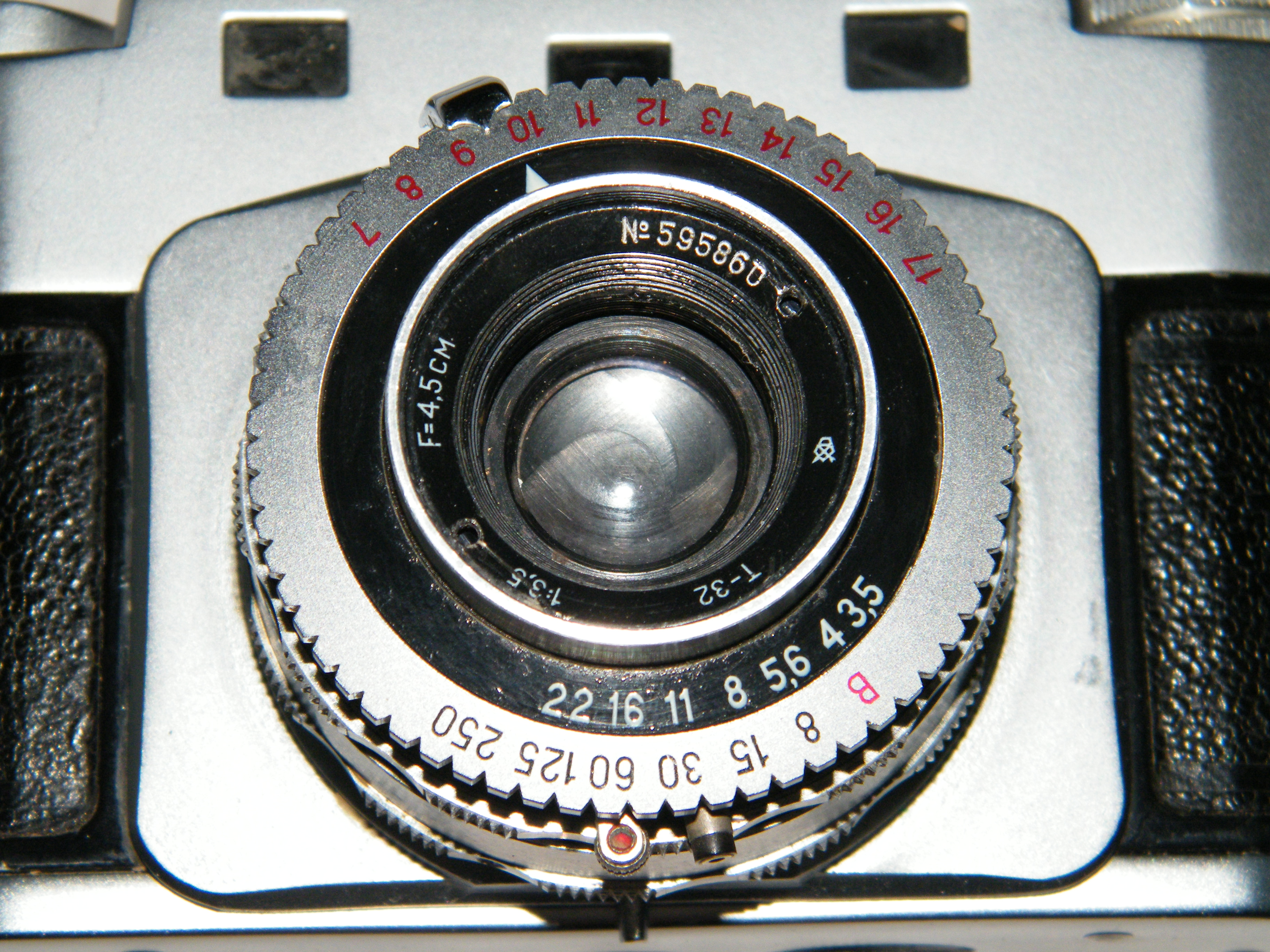
Шкала световых чисел
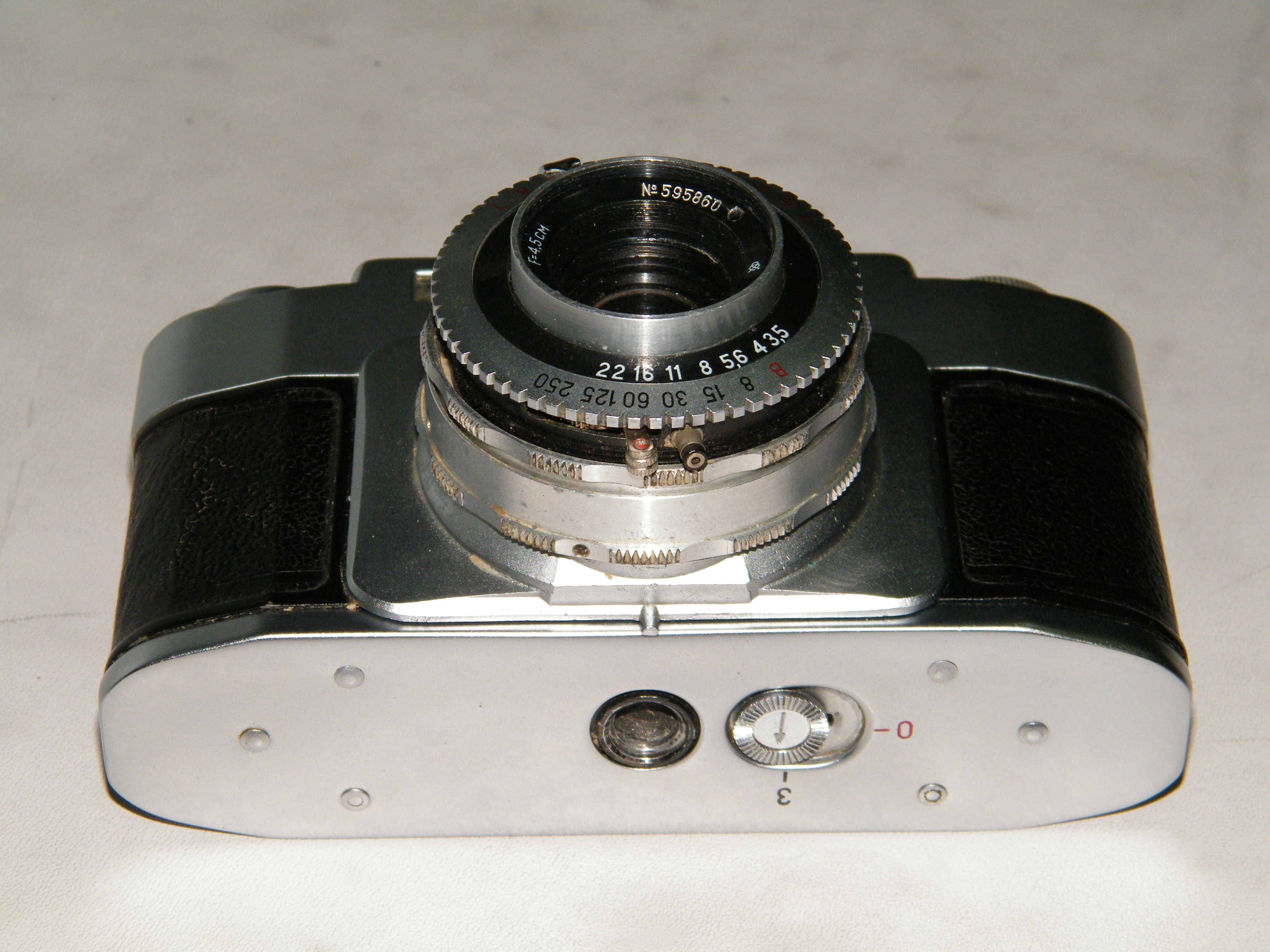
Вид со стороны замка

## Интересные факты
- Выпуск фотоаппарата был посвящён 40-й годовщине Великой Октябрьской социалистической революции.
- Массовые продажи фотоаппарата совпали с проведением в Москве VI Всемирного фестиваля молодёжи и студентов, аппарат пользовался популярностью у гостей столицы[5].
- Фотоаппарат «Юность» в СССР занял промежуточную нишу между простыми шкальными и более сложными дальномерными камерами со съёмными объективами. Тем более, что сменной оптикой многие фотолюбители не пользовались (по причине дефицита). Но на ЛОМО одновременно выпускались аналогичные и более дешёвые фотоаппараты «Смена», производство фотоаппарата «Юность» (несмотря на его улучшенные потребительские свойства) прекращено в пользу менее трудоёмкой продукции[6].
- Фотоаппарат «Юность» в настоящее время является объектом коллекционирования.